# 네덜란드 신학자들
네덜란드의 신학자들(theologians of Netherlands)은 장 칼뱅의 영향을 받은 네덜란드의 개혁신학자들을 말한다. 특별히 암스테르담 자유대학교을 중심으로 그리고 캄펜 신학교와 아펠도론 신학교에서 활동했던 신학자들이다. 네덜란드의 오래된 대학교로서 레이던 대학교와 위트레흐트 대학교와 같은  곳에서도 유명한 학자들을 많이 배출하였다.

## 잘 알려진 신학자들 목록
- 프란치스코 호마루스(Franciscus Gomarus, 1563-1641)
- 야코부스 아르미누스
- 아브라함 카이퍼
- 헤르만 바빙크
- 클라스 스힐더르
- 헤르만 리델보스
- 베르까우어
- 헤르만 셀더르하위스
- 판 스파이커
- 메노 시몬스
- 발렌떼인 헤프,
- 페인호프(J. Veenhof),
- 판 더 베이크,
- 프롬,

## 같이 보기
- 개혁신학자
- 장로교